# Franc Marič
Franc (Ferenc) Marič (madžarsko Marics Ferenc, latinsko Franciscus Marics), slovenski katoliški učitelj in kantor na Ogrskem, * 11. junij 1791, Števanovci, † po 1844.
Rodil se je v Števanovcih (Slovensko Porabje) očetu Juriju Maritšu, ki je bil učitelj in materi Ani Trajber iz Ritkarovcev (danes Verica-Ritkarovci).
Od leta 1809 do leta 1815 je učiteljeval na Gornjem Seniku, kjer je bil pomočnik Mihaela Bertalanitša. Leta 1842 se je upokojil in se preselil v Čepince, kjer je leta 1844 umrla njegova hči Ana. 
Prepisal je Ružičevo prekmursko pesmarico.